# دزی
دُزی یک منطقه مسکونی در ولسوالی دای چوپان ولایت زابل کشور افغانستان است.